# Osian Ellis
Pour les articles homonymes, voir Ellis.
Osian Gwynn Ellis, né à Ffynnongroyw (en) (Flintshire) le 8 février 1928 et mort à Pwllheli (Gwynedd) le 6 janvier 2021, est un harpiste et compositeur gallois, connu comme le premier harpiste du Melos Ensemble et pour son association musicale avec Benjamin Britten.

## Biographie
Osian Ellis est né à Ffynnongroyw, Flintshire en 1928. Il étudie à la Royal Academy of Music avec Gwendolen Mason (ca), à qui il a succédé comme professeur de harpe de 1959 à 1989. Il rejoint le London Symphony Orchestra dès 1961 et devient premier soliste. Il est membre du Melos Ensemble et forme aussi l'ensemble de harpe Osian Ellis.
En 1959, il enregistre les concertos pour harpe de Haendel, avec Thurston Dart qui remporte un Grand Prix du Disque. En 1961, le Melos Ensemble réalise avec lui — le musicologue Paul Loeber le considère comme le plus beau jamais enregistré — l’Introduction et allegro de Maurice Ravel, joué avec Richard Adeney (flûte), Gervase de Peyer (clarinette), Emanuel Hurwitz et Ivor McMahon (violons), Cecil Aronowitz (alto) et Terence Weil (violoncelle). Le disque publié par le label L'oiseau-Lyre (OL 50217) comprend trois autres œuvres de compositeurs français : Debussy, la Sonate pour flûte, alto et harpe ; Albert Roussel, la Sérénade pour flûte, violon, alto, violoncelle et harpe ; et Guy Ropartz, Prélude, marine et chansons pour flûte, violon, alto, violoncelle et harpe. Il participe également à l'enregistrement de l'ensemble de cantates de Peter Maxwell Davies intitulé Leopardi Fragments.
Il est fait Commandeur de l'Ordre de l'Empire britannique en 1971. Il est le président d'honneur du festival international de harpe du Pays de Galles.
Osian Ellis meurt le 6 janvier 2021 à Pwllheli, au pays de Galles. Il est inhumé à Aberdaron.

## Influence
Plusieurs concertos pour harpe ont été écrits pour lui : Alun Hoddinott (pour le festival de Cheltenham en 1957), William Mathias (pour le festival de Llandaff en 1970), Jørgen Jersild (1972), William Alwyn (1979) et Robin Holloway (1985), ainsi que Gian Carlo Menotti et William Schuman.
Ellis est bien connu pour son association musicale avec le compositeur Benjamin Britten, avec qui il collaborait étroitement.  Britten a écrit plusieurs parties de harpe de pièces importantes avec Ellis à l'esprit, notamment son opéra A Midsummer Night's Dream, le War Requiem et les Paraboles d'église.  Britten a aussi écrit sa Suite pour harpe, op. 83 (1969) pour Ellis. À la fin de sa vie, lorsque Britten ne pouvait plus accompagner Peter Pears au piano, le compositeur a écrit des morceaux pour Pears et Ellis, notamment Cantique V: The Death of St Narcissus et A Birthday Hansel. Ellis apparaît dans de nombreux enregistrements d'œuvres de Britten, souvent sous la direction de Britten.

## Compositions et écrits
Ses propres compositions font appel à son héritage gallois, y compris les cycles de chansons folkloriques galloise pour ténor et harpe et les cycles de poèmes médiévaux gallois aux mètres strictes. Les Diversions pour deux harpes, comprennent un cerdd dant, cycle de poème de Dylan Thomas.
Ses ouvrages comprennent une histoire de la harpe au pays de Galles (The Story of the Harp in Wales, 1991,  (ISBN 0-7083-1104-0)) une révision d'une ancienne publication en gallois, qui retrace le développement de la harpe et discute de quelques harpistes célèbres.

## Discographie
- Ravel, Introduction et allegro ; Debussy, Sonate pour flûte, alto et harpe - Melos Ensemble : Emanuel Hurwitz, Ivor McMahon, violons ; Cecil Aronowitz, alto ; Terence Weil, violoncelle ; Richard Adeney, flûte ; Gervase de Peyer, clarinette ; Osian Ellis, harpe (23 octobre 1961, Decca 421 154-2) (OCLC 908646780)